# Тевзадзе, Сардион Онисимович
Сардион Онисимович Тевзадзе (груз. თევზაძე სარდიონ ონისიმეს ძე, 1882, Циагубани, Имеретия — 30 августа 1924, Тифлис) — грузинский политик, член Учредительного собрания Грузии (1919—1921).

## Биография

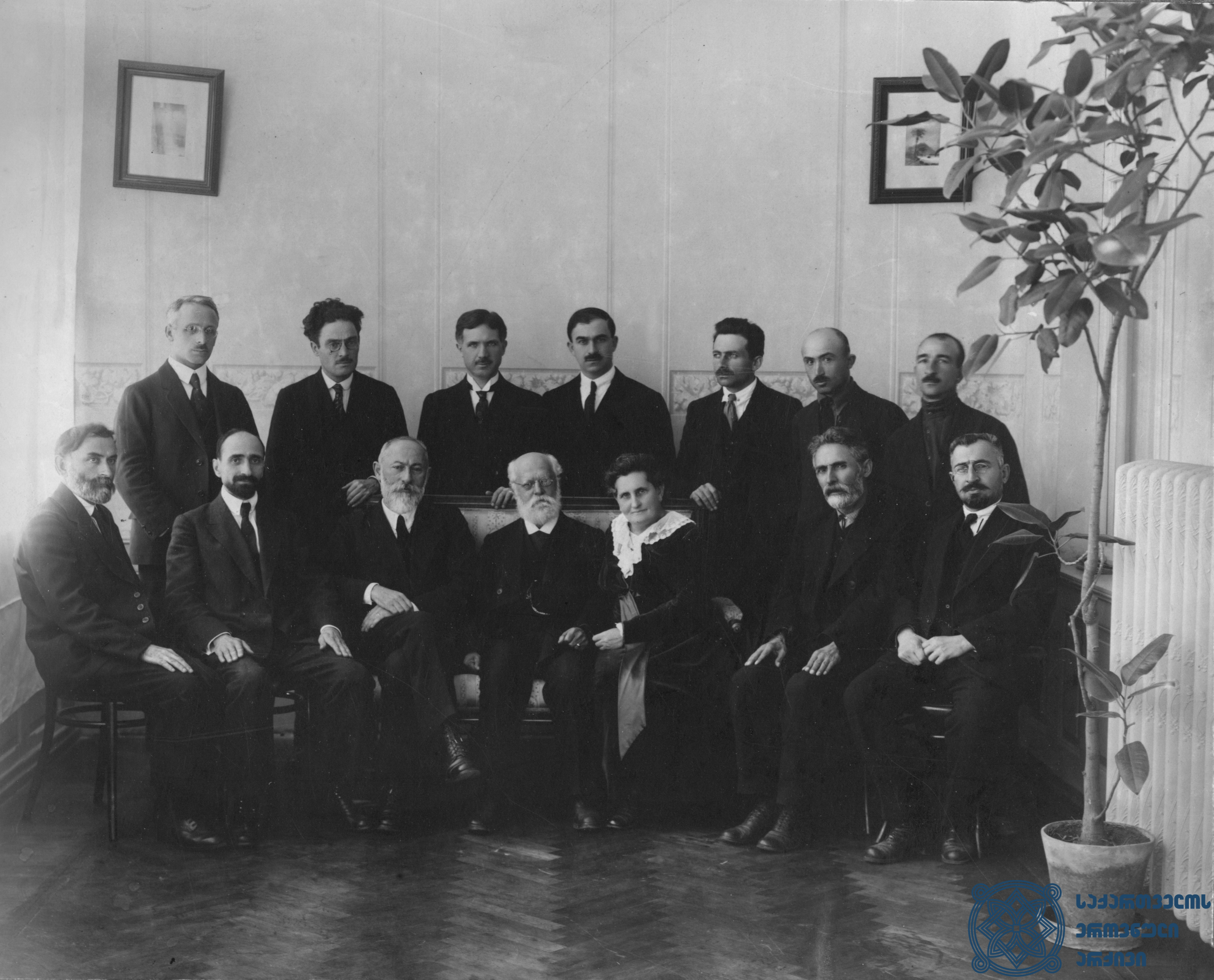
Карл Каутский с грузинскими социал-демократами, Тифлис, 1920.
1-й ряд, слева-направо: С. Девдариани, Н. Рамишвили, Н. Жордания, К. Каутский и его жена Луиза, С. Джибладзе, Р. Арсенидзе;
2-й ряд, слева-направо: секретарь Каутского Пауль Ольберг, В. Тевзая, К. Гварджаладзе, К. Сабахтарашвили, С. Тевзадзе, А. Урушадзе, Г. Цинцабадзе

Сардион Тевзадзе родился в 1882 году в крестьянской семье, работал с 1898 года.
Был членом Российской социал-демократической рабочей партии с 1904 года.
В 1908 году был арестован и после четырёх месяцев заключения выслан из Тифлиса.
В 1911 году снова был арестован и выслан с Кавказа. Жил в Дербенте, где работал помощником на городской электростанции. После февральской революции 1917 года вернулся в Тифлис. Был избран членом Совета депутатов от тифлисских рабочих.
В ноябре 1917 года избран членом Национального совета Грузии, в 1918 году — членом парламента Демократической Республики Грузия. С 1919 года был членом Тифлисского комитета социал-демократической рабочей партии Грузии.

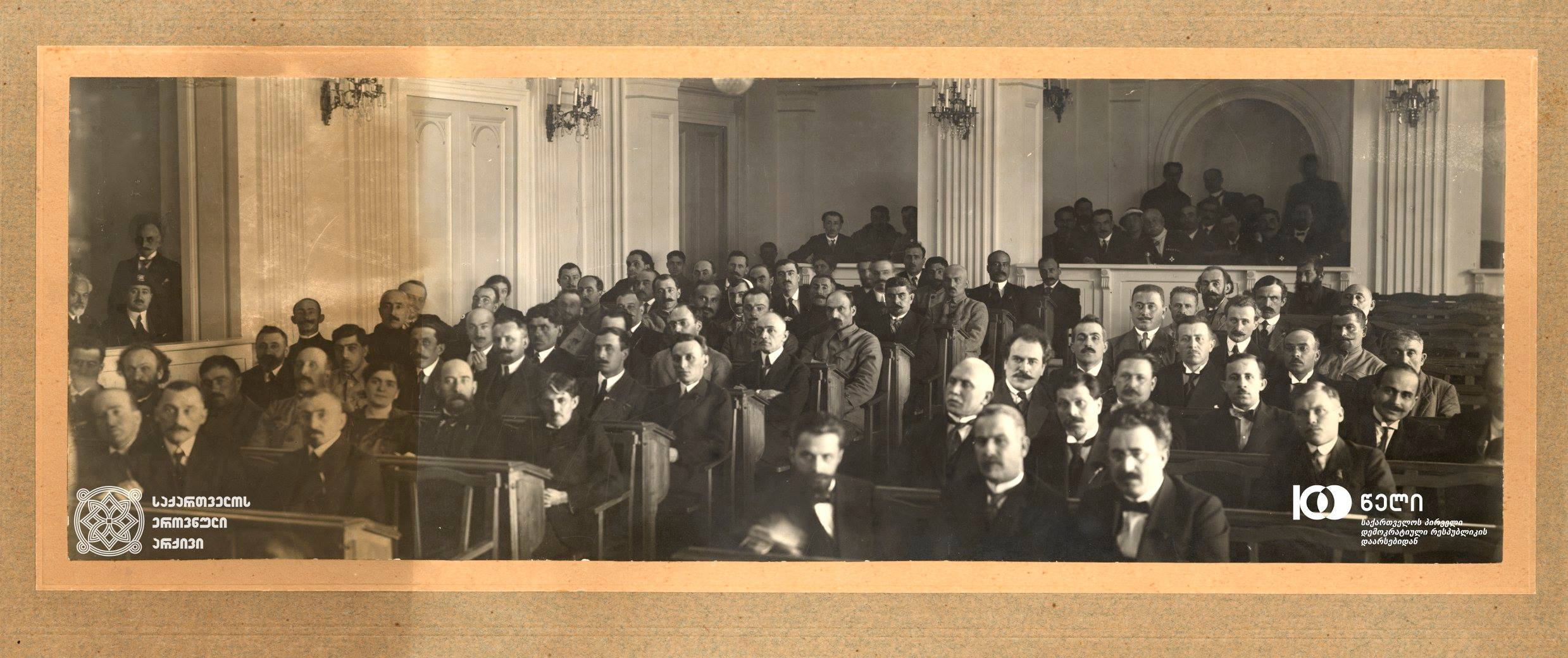
Учредительное собрание Грузии. Тевзадзе левая сторона

Член Учредительного собрания Демократической Республики Грузия с 12 марта 1919 года, работал в аграрной и центральной избирательных комиссиях и секретарем экономической комиссии.
В 1921 году, после советизации Грузии, был вовлечён в движение антисоветского сопротивления. Жил и работал в своей родной деревне. 10 июня 1924 году Чрезвычайная комиссия Грузинской ССР распорядилась о выдаче ордера на арест Тевзадзе для пресечения его контрреволюционной деятельности. Перешёл на нелегальное положение, жил в Тифлисе, где и был арестован. После антисоветского вооруженного восстания 1924 года, вместе с ещё 10 членами Учредительного собрания, был расстрелян в Тифлисе в ночь на 30 августа.